# جرذ كنغري دولزوري
جرذ كنغري دولزوري (الاسم العلمي: Dipodomys simulans) (بالإنجليزية: Dulzura Kangaroo Rat)‏ هو نوع من الحيوانات يتبع جنس الجرذ الكنغري من فصيلة الفئران المتغايرة.